# Lomelosia porphyroneura
Lomelosia porphyroneura är en tvåhjärtbladig växtart som först beskrevs av Ralph Anthony Blakelock, och fick sitt nu gällande namn av W. Greuter och Burdet. Lomelosia porphyroneura ingår i släktet Lomelosia och familjen Dipsacaceae. Inga underarter finns listade i Catalogue of Life.